# Réservoir Meilin
 (mars 2019).
Le réservoir Meilin (chinois simplifié : 梅林水库 ; chinois traditionnel : 梅林水庫 ; pinyin : Meílín Shuĭkù) est un réservoir situé dans le district de Futian, dans le sud-ouest de Shenzhen, dans le sud de la Chine. Le réservoir de Meilin appartient à la première zone de protection des sources d’eau et fait partie du réseau d’approvisionnement en eau de Shenzhen. Il couvre une superficie totale de 4,26 km2 et une capacité de stockage d'environ 1,309×106 m3 d'eau. Il est entouré par la colline de Longding (龙顶山).

## Histoire
Le réservoir a été formé en juin 1956 sous le nom de réservoir Maxie. En 1991, le Shenzhen Water Conservancy a agrandi le réservoir.